# Пихта Мариса
Пихта Мариса (лат. Abies mariesii) — вечнозелёное однодомное эндемичное дерево; вид рода Пихта семейства Сосновые. Естественная среда произрастания — горные районы японского острова Хонсю. Местное название дерева: «о-сирабисо» (大白檜曽 или オオシラビソ о:сирабисо) или «аобо-моми», «аомори-тодомацу».

## Ботаническое описание
Пихта Мариса — высокое дерево (25—30 м) с прямым стволом (до 2 м в обхвате), густой конусовидной кроной и плоской вершиной.
Кора гладкая, светло-серая или сизая, с пурпурным налётом; у старых деревьев почти белая. Молодые побеги заметно опушённые, от тёмно-коричневого до красновато-серого цвета, очень смолистые.
Почки мелкие, сферические, коричневые, смолистые. Хвоя густая, на вершине выемчатая; сверху — светло-зелёная, снизу — бледно-зелёная с двумя белыми полосками. Длина 15—22 мм, ширина 2—2,5 мм.
Шишки бочковидные, от тёмно-синего, фиолетового (перед созреванием) до тёмно-коричнево-красного цвета (зрелые). Длина 7—15 см, ширина 4—5 см. Семенные чешуйки широкие, цельнокрайные; кроющие чешуйки (не видны снаружи) закруглённые, трёх- или пятилопастные, на треть меньше семенных. Семена красно-жёлтые, 5х10 мм, с широким крылом.

## В культуре
В Европе интродуцирована с 1879 г. В ботаническом саду Петра Великого вегетирует, но сильно обмерзает.